# Иън Маккълох
Иън Маккълох (на английски: Ian McCulloch) е английски професионален играч на снукър. Роден е през 1971 г. в Престън, Англия.
Иън Маккълох е на 16 място в световната ранглиста през сезон 2005/2006, но въпреки това не е сред 16-имата поставени на турнирите за световната ранглиста. Това е така, защото световния шампион, Шон Мърфи получава автоматично класиране за състезанията, въпреки че не е част от топ 16 на ранглистата. По този начин Шон Мърфи измества Иън Маккълох, затова през сезона Иан играе по един квалификационен кръг за всички състезания освен Гран При (състезанието има 32 поставени играчи).
Иън Маккълох става професионалист през 1992 г., но все още няма победа в професионално състезание по снукър. Подобно на Бари Пинчес, Иън Маккълох постига най-добрите си спортни резултати след като навършва 30 години. През 2004 г. той побеждава Дейвид Грей на квалификациите за Световното първенство, след което успява да достигне до четвъртфиналите на първенството. През следващата година той прави още по-добро представяне на Световното първенство като достига до полуфиналите, където е спрян от Матю Стивънс. Иън Маккълох достига до финала на Гран При през 2004 г., но губи от Рони О'Съливан.
Въпреки двата поредни добри сезона, през сезон 2005/2006 на Иън му се налага да играе по един квалификационен кръг за всички състезания без Гран При. Единственото по-добро представяне за Маккълох през този сезон е достигането на четвъртфинали на Откритото първенство на Уелс, но е победен от Антъни Хамилтън с 5 на 2 фрейма. Иън Маккълох губи своя мач срещу Дейв Харолд от квалификациите за Световното първенство, което прави сигурно изпадането му от топ 16 през следващия сезон.

## Сезон 2009/10
| Турнир                    | Резутат | Спечелени пари | Ранкинг точки | Най-голям брейк | 100+ брейк | 50+ брейк | Брой спечелени срещи |
| ------------------------- | ------- | -------------- | ------------- | --------------- | ---------- | --------- | -------------------- |
| Шанхай мастърс 2009       |         | £              |               |                 |            |           |                      |
| Гран При 2009             |         | £              |               |                 |            |           |                      |
| Британско първенство 2009 |         | £              |               |                 |            |           |                      |
| Мастърс 2010              |         | £              |               |                 |            |           |                      |
| Първенство на Уелс 2010   |         | £              |               |                 |            |           |                      |
| Първенство на Китай 2010  |         | £              |               |                 |            |           |                      |
| Световно първенство 2010  |         | £              |               |                 |            |           |                      |
| Общо                      |         | £              |               |                 |            |           |                      |